# Ilja Ehrenburg
Ilja Gregorjevitsj Ehrenburg (Russisch: Илья Григорьевич Эренбург) (Kiev, 26 januari [O.S. 14 januari] 1891 - Moskou, 31 augustus 1967) was een Russisch schrijver en journalist.

## Biografie
Ehrenburg werd geboren in een Oekraïens-Joodse familie als zoon van een ingenieur. Toen hij vier was verhuisde zijn familie naar Moskou. Na de Revolutie van 1905 raakte hij verwikkeld bij bolsjewistische agitatie, werd hij gearresteerd, en na vijf maanden gevangenschap vertrok hij in 1908 in ballingschap naar Parijs. Ook daar sloot hij zich aanvankelijk aan bij bolsjewistische kringen en ontmoette prominente revolutionairen, onder wie Lenin. Hij raakte echter meer en meer verzeild in de kunstenaarswereld van Montparnasse, waar hij bevriend raakte met onder meer Pablo Picasso, Diego Rivera en Amedeo Modigliani. 

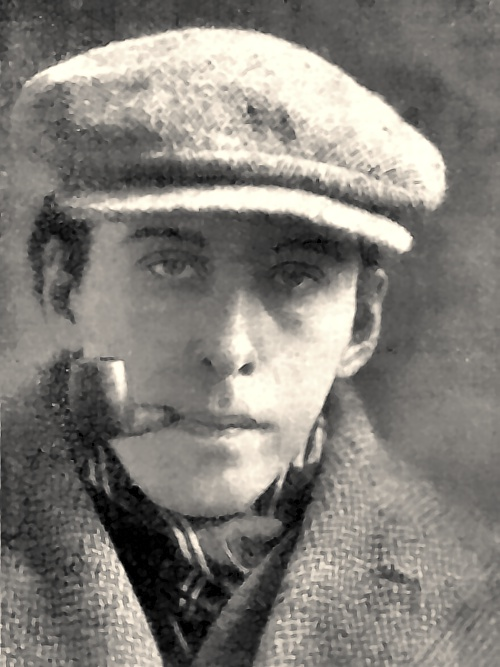
Ehrenburg, 1925

Tijdens de Eerste Wereldoorlog ging Ehrenburg werken als correspondent voor de krant Izvestia en begon hij te schrijven. Na de Russische Revolutie keerde hij terug naar Rusland, maar hij raakte ernstig teleurgesteld in het geweld van de bolsjewieken. Met name de executie van Nikolaj Goemiljov en de pogroms in Oekraïne grepen hem erg aan. 
Begin jaren '20 keerde hij terug naar het Westen (Berlijn, Parijs) en werd er opnieuw correspondent voor de Izvestia. In de jaren '30 werd hij door het Sovjetregime zelfs formeel in deze rol benoemd en versloeg hij onder meer de Spaanse Burgeroorlog. In de Tweede Wereldoorlog werd hij als journalist in de frontlinie ingezet voor Russische propagandadoeleinden (aanwakkeren van Duitslandhaat). Vanaf 1945 vestigde hij zich permanent in Moskou.

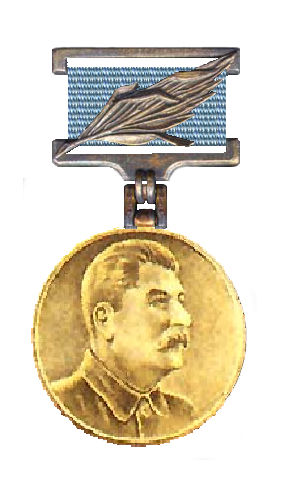
Medaille van de Stalinprijs

In 1951 won hij de Stalin Vredesprijs.
Ehrenburg balanceerde in zijn leven voortdurend tussen het leven in het Westen en zijn toewijding aan het Sovjetstelsel. Hij had soms de naam zich al te makkelijk te richten naar het heersende regime, maar hij was na de dood van Jozef Stalin wel een van de eersten die de grenzen van de Sovjetcensuur aftastten, allereerst met zijn beroemde novelle De dooi (1954). 
In zijn latere leven werd Ehrenburg afgevaardigde in de Opperste Sovjet. Hij kreeg in 1961 de prestigieuze Leninorde opgespeld. 
Ehrenburg overleed in 1967 aan prostaat- en blaaskanker en werd begraven op de begraafplaats Novodevichy in Moskou, waar zijn grafsteen versierd is met een door zijn vriend Pablo Picasso getekend portret.
In kringen van (neo)fascisten en revisionisten (ontkenners van de Holocaust) wordt Ilja Ehrenburg de "bedenker van de leugen van de zes miljoen" genoemd.

## Werk
Ilja Ehrenburg (1891-1967) geldt als een van de coryfeeën van de Sovjet-Russische literatuur. Lange tijd gold hij als een van de weinige Sovjetschrijvers met serieuze bekendheid in het Westen. Van zijn 'industrieroman' 10PK. Het leven der auto's (1929) verschenen in 1930 een Duitse en een Nederlandse vertaling. Deze vertalingen werden bij uitstek het ijkpunt in de contemporaine discussies over de Nederlandse 'nieuw-zakelijke' literatuur. Zijn novelle De dooi omvat een hele periode uit de Sovjetgeschiedenis: de tweede helft van de jaren '50, toen er onder Nikita Chroesjtsjov tijdelijk een minder ijzige wind woei en kunstenaars zich iets vrijer voelden.

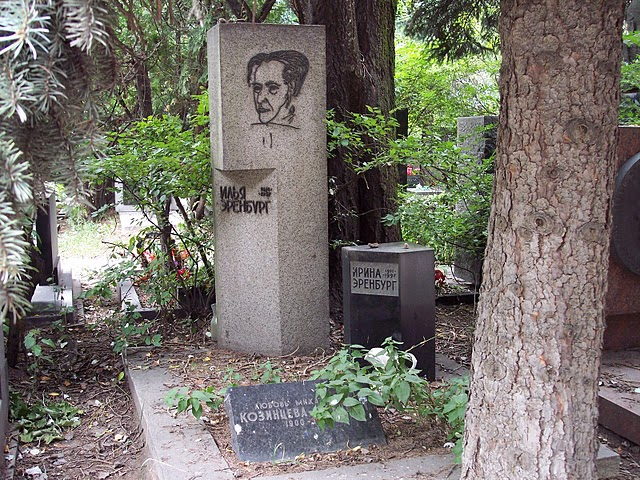
Graf van Ehrenburg met gravure door Picasso

Ehrenburg geldt als een wat sentimentele en ironische schrijver, die scherp kan analyseren, boeiend schrijft, maar in zijn romans toch ook vaak blijft steken in socialistisch-realistische karikaturen. De enige werken van Ehrenburg die naast De dooi de tand des tijds goed hebben doorstaan zijn Julio Jurenito (1922, volgens velen zijn meesterwerk) en zijn memoires.
Deze memoires (1961-1964, in Nederland verschenen onder de titel Ik ben nooit onverschillig geweest, reeks Privé-domein, 1998), getuigen van zijn gespletenheid. Zij geven een oprecht beeld van zijn leven tussen Oost en West. En hoewel hij nooit helemaal vrijuit durfde te spreken, had hij wel de moed aandacht te vragen voor moedwillig vergeten slachtoffers van het regime als Babel, Mandelstam, Meyerhold, Koltsov en Tsvetajeva.

## Prijzen en onderscheidingen
Frankrijk maakte hem Officier in het Legioen van Eer. Ilja Ehrenburg werd door de Sovjet-Unie met hoge orden en onderscheidingen geëerd. Hij kreeg in 1952 de  Stalin Vredesprijs en in 1942 en 1948 de Stalinprijs voor Kunst en literatuur. In 1944 en 1961 kreeg hij de Leninorde. Hij droeg de Orde van de Rode Banier, de Orde van de Rode Ster (1937), de Medaille voor de Verdediging van Moskou, de Medaille voor Heldhaftige Arbeid in de Grote Patriottische Oorlog van 1941-1945 en de Medaille voor het achthonderdjarig bestaan van Moskou.